# Ел Мундир I ибн ел Нуман
Ел Мундир I ибн ел Нуман (арап. المنذر بن النعمان‎‎) је био седми лахмидски краљ у периоду (418-461). Његова мајка се звала Хинд бинт Зајд Манат ибн Зајд Алах ел Гасани а отац му је био Ел Нуман I.
Издигерд I који био у добрим односима са његовим оцем и лахмидски сизерен послао је Мундхиру свог сина Бахрама Гура још док је био мало дете као би га овај подигао и образовао на свом двору. Након Издигердове смрти, персијско племство је покушало да спречи Бахрама који се налазио на двору Мундхира да дође на престо, па је Мундхир послао свог сина Нуман са трупама, затим је он лично отпратио Бахрама другим трупама од 20.000 војника до Ктесифона где су налазили племићи, након неколико преговора, племство је признало Бахрама за свог владара.
Мундхир је играо важну улогу у римско-сасанидском рату 421-422, чији су повод, између осталог, били прогони кршћана у Сасанидском царству, које су заратустријански Персијанци сматрали римском петом колоном.Касније су Византинци узнемирени због прогона хришћана у Персијским земљама где је Бахрам побио небројено много хришћана a Мундхир се како би му доказао своју верност одрекао хришћанства и вратио на паганизам, одлучили за рат, и због тога су Византинци ставили под опсаду Нисибис тако је Бахрам заједно са Мундхиром морао да се врати и скине опсаду . Касније су Бахрам и Мундхир марширали према византијских земаља и опустошили земљу у околини Антиохију, све док ту нису претрпели пораз од византијског војсковође Вицијана. Још један неуспешан војни поход Мундхир је предводио годину дана касније. Док су његови војници прелазили Еуфрат, многи од њих су се удавили. Сиријски извори дају цифру да је оних који су се удавили било 70.000, док је Сократ даје већу цифру од 100.000. Рат између Персије и Византије завршио се мировним споразумом 422. године. Током 457. године лакхмидске трупе су напале "Бетх Хур" у близини Харана у римском домену, узимајући становнике у ропство.
Мундкира је наследио његов син Ел Асвад ибн ел Мундир (владао 462–490).